# Hubert Ott
Hubert Ott, né le 6 juin 1964 à Colmar, est un homme politique français. Il est élu député en 2022.

## Biographie
Professeur de sciences de la vie et de la terre à l'institution Champagnat d'Issenheim, il devient aussi président de l’association Rouffach Incitation Nature en 1991, une association de protection de l'environnement.
En 2008, il adhère au parti politique MoDem. Il devient conseiller municipal de l'opposition dans la commune de Rouffach.
Battu au second tour en 2017, il est élu député de la deuxième circonscription du Haut-Rhin lors des élections législatives françaises de 2022, sous l'étiquette Ensemble.